# 만프레트 차파트카
만프레트 차파트카(독일어: Manfred Zapatka, 1942년 10월 2일~)는 독일의 배우이다.

## 작품 목록

### 영화
- 올 마이 러빙 (2019년)
- 콜리니 케이스 (2019년) - 한스 메이어 역
- 위갤드 (2006년)
- 함부르크 강연 (2006년) - 본인 역
- 에덴(영어판) (2006년)
- 프리 윌 (2006년)
- 저자세 (2005년)
- 밤에 부르는 노래 (2004년)
- 엘리펀트 하트 (2002년)
- 히믈러 프로젝트 (2000년)
- 마닐라 (2000년)
- 마지막 유보트 (1990년)
- 독일의 가을 (1978년)